# Общ граждански кодекс
Общият гражански кодекс (на немски: Allgemeine Bürgerliche Gesetzbuch, ABGB) е действащият граждански кодекс в Австрия и Лихтенщайн.
Утвърден е от Франц II (император на Австрийската империя) на 1 юни 1811 година. Влиза в сила от началото на следващата 1812 г. Кодексът остава в сила в наследилата я (1867) Австро-унгарска империя и след разпадането ѝ (1918) в наследилите я държави.
Този основен закон е хронологично вторият съвременен граждански кодекс, който е силно повлиян от Наполеоновия кодекс и се базира на принципите на свобода на личността и равенство на гражданите пред закона.